# Naima Mora
Naima Mora (Detroit, Míchigan, 1 de marzo de 1984) es una modelo estadounidense y la ganadora de la cuarta temporada del programa America's Next Top Model.

## Biografía

### Primeros años
Naima Mora nació el 30 de marzo de 1984 en Detroit, Míchigan. Es hija de Francisco Mora Catlett de origen mexicano y percusionista de jazz. Sus abuelos paternos son Francisco Mora, un pintor y la escultora y pintora Elizabeth Catlett. En el 2001 su abuela presentó una escultura en mármol negro titulada Naima, de la que sirvió de inspiración.
Su padre tiene ascendencia mexicana y afroamericana, y su madre tiene ascendencia irlandesa y afroamericana. Fue bautizada con el nombre de Naima por la canción homónima de John Coltrane. Tiene cinco hermanas, incluyendo a su gemela, Nia, que es fotógrafa. Su hermana mayor, Ife Mora (1977), es la vocalista de un grupo musical.
Mora creció cerca de West McNichols y Schaefer en el lado noroeste de Detroit y asistió a la escuela media Bates Academy. En 2002 se graduó de la secundaria Cass Technical High School. Fue una buena estudiante de Ballet e ingresó en la academia de ballet Renaissance y también se enroló durante un verano en el American Ballet Theatre. 
Antes de que asistiese a la escuela Dance Theatre of Harlem en Nueva York, trabajó como camarera de una cafetería en su ciudad natal. Posteriormente alguien le convenció en su trabajo a que realizase una audición para el programa televisivo America’s Next Top Model.

### America's Next Top Model
Al inicio del programa, con su corte de cabello mohicano y su personalidad introvertida, se la consideró como una candidata con pocas probabilidades de vencer la competencia. A pesar de que sus fotografías no fueron tan imponentes como las de la segunda finalista Kahlen Rondot, los jueces se dejaron llevar por su rendimiento final en la pasarela. Tyra consideró que Kahlen era "la joven que se desempeñó de manera excelente durante el semestre y que reprobó el examen final", mientras que Naima era "la joven que se desempeñó de forma irregular durante el semestre y que aprobó su examen final". Después de ser declarada como ganadora del concurso se la premió con una portada en la revista Elle, un contrato con Ford Models y un contrato de 100.000 dólares con la línea de cosméticos CoverGirl.
- Datos: Q242700
- Multimedia: Naima Mora / Q242700